# Chromoterapie
Chromoterapie, někdy nazývaná barevná terapie, je metoda alternativní medicíny, která je považována za pseudovědu. Chromoterapeuti tvrdí, že dokáží pomocí světla různých barev vyrovnat „energii“, která člověku chybí v těle, ať už na fyzické, emocionální, duchovní nebo mentální úrovni.
Barevná terapie se liší od jiných typů fototerapie (světelné terapie), jako je léčba novorozenecké žloutenky a terapie ozařováním krve, což jsou vědecky uznávané lékařské postupy léčby řady onemocnění, a také od fotobiologie, vědeckého studia účinků světla na živé organismy.
Praktici chromoterapie tvrdí, že vystavení určitým odstínům světla může lidem pomoci cítit se lépe po fyzické nebo psychické stránce, což není podloženo experimentálním, odborně ověřeným výzkumem.

## Historie
Avicenna (980–1037), který považoval barvy za velmi důležité pro diagnostiku i léčbu, se v Kánonu medicíny chromoterapií zabýval. Napsal, že „barva je pozorovatelným příznakem nemoci“, a vypracoval také tabulku, která vztahovala barvu k teplotě a fyzickému stavu těla. Podle jeho názoru červená barva krev rozproudila, modrá nebo bílá ochlazovala a žlutá snižovala svalové bolesti a záněty.
Americký generál z občanské války Augustus Pleasonton (1801–1894) prováděl vlastní pokusy a v roce 1876 vydal knihu The Influence Of The Blue Ray Of The Sunlight And Of The Blue Color Of The Sky (Vliv modrého paprsku slunečního světla a modré barvy oblohy) o tom, že modrá barva může zlepšit růst plodin a hospodářských zvířat a může pomoci léčit nemoci u lidí. To vedlo k moderní chromoterapii, která ovlivnila vědce Dr. Setha Pancoasta (1823–1889) a Edwina Dwighta Babbitta (1828–1905), kteří se světlem prováděli pokusy a vydali knihy Blue and Red Light: Or, Light and Its Rays as Medicine (1877) a The Principles of Light and Color (Principy světla a barvy).
V průběhu 19. století „léčitelé barvami“ tvrdili, že barevné skleněné filtry mohou léčit mnoho nemocí, včetně zácpy a meningitidy.
V roce 1933 vydal americký vědec indického původu Dinshah P. Ghadiali (1873–1966) knihu o barevné terapii The Spectro Chromemetry Encyclopaedia, v níž tvrdil, že zjistil, proč a jak mají různé barevné paprsky na organismy různé léčebné účinky. Domníval se, že barvy představují chemické potence ve vyšších oktávách vibrací a pro každý organismus a systém těla existuje určitá barva, která stimuluje, a jiná, která brzdí činnost daného orgánu nebo systému. Ghadiali se také domníval, že když člověk zná působení různých barev na různé orgány a systémy těla, může použít správnou barvu, která bude mít tendenci vyrovnat působení jakéhokoli orgánu nebo systému, jehož funkce nebo stav se staly abnormálními. Syn Dinshaha P. Ghadialiho, Darius Dinshah, pokračuje v propagaci chromoterapie prostřednictvím své neziskové organizace Dinshah Health Society, která se věnuje rozvoji nefarmakologické domácí barevné terapie, a své knihy Let There Be Light (Budiž světlo).
Popularizátor vědy, spisovatel Martin Gardner označil Ghadialiho za „možná největšího šarlatána ze všech“. V roce 1925 byl Ghadiali obviněn ze znásilnění, zatčen v Seattlu a odsouzen na základě Mannova zákona na pět let do věznice Spojených států v Atlantě. Podle Gardnera jsou fotografie Ghadialiho při práci v jeho laboratoři „k nerozeznání od záběrů z filmu kategorie D o šíleném vědci“.

## Terapie
Chromoterapie používá barvy a energii světla aby vyvážila domnělou energii v lidském těle. Využívá k tomuto účelu osm barev:
- Červená – má reprezentovat nohy od chodidel až po kyčle a páteř, být osvěžující a rozproudit krev. Měla by pomoci při dýchacích a revmatických obtížích, onemocněních kůže, astmatu, a urychlovat látkovou výměnu.
- Žlutá – tato barva má spojovat mysl s tělem a pomáhat zažívání a podporovat systematické myšlení, dodat energii i pozitivní naladění.
- Oranžová – má mít tendenci navozovat optimismus, pomáhat zlepšovat lidské vztahy a nutit člověka se družit a navazovat nové vztahy. Má působit proti depresím, protože údajně produkuje radost a udržuje pozitivní mysl. Má být velmi přínosná na jaterní problémy, zvyšovat ženskou plodnost, pomáhat při křečích, zácpě a slabosti ledvin.
- Modrá – modrá uklidňuje a zlepšuje koncentraci. Navíc modrá podpoří kreativitu a zároveň je, podle některých, pomocníkem v boji s celulitidou či nadbytečnými kily. Modrá utlumuje chuť k jídlu, tiší bolest, uklidňuje a chladí.
- Zelená – tato barva odjakživa evokuje přírodu a její klid, uvádí do skvělé duševní pohody, snižuje krevní tlak a pomáhá lépe usínat při nespavosti.
- Purpurová
- Fialová
- Tyrkysová

### Barevná meridiánová terapie

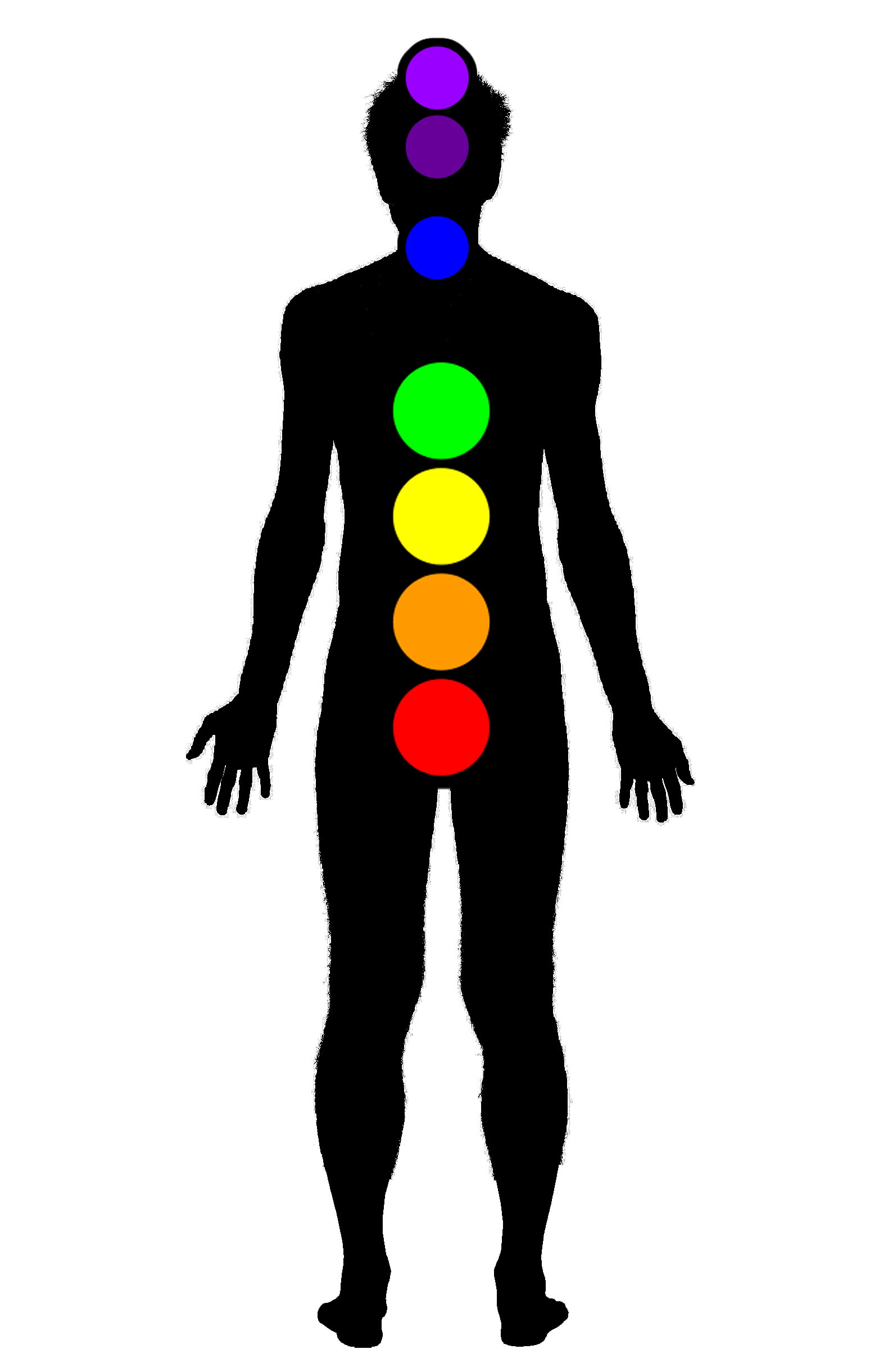
Lidská silueta s vyznačenými chromoterapeutickými barvami čaker

Barevnou meridiánovou terapii vytvořila fyzioterapeutka Christel Heidemannová (1924–1998). Pomocí skenu pojivové tkáně na zádech a „barevných heptagramů“ lze najít zablokované meridiány („dráhy životní energie lidského těla“). Při terapii se na určité meridiánové body pomocí náplastí nalepují asi centimetrové hedvábné kruhy nebo kousky látky obarvené rostlinnými barvivy. Cílem je obnovit rovnováhu napětí pojivové tkáně a svalstva celého těla, a tím příznivě ovlivnit zdraví a zmírnit bolest. K terapii barevnými meridiány neexistují žádné klinické studie.

### Kolorpunktura
Při kolorpunktuře (nebo také chromopunktuře), kterou vytvořil Peter Mandel, je na akupunkturní body namířeno soustředěné barevné světlo, které je má stimulovat. Cílem je doplnit tradiční akupunkturu o ozařování barevným světlem, aby se pomocí určitých barev dosáhlo léčebných účinků. Tím se mají narušené oblasti těla uvést zpět do rovnováhy, protože údajně mají stejné „vibrační vzorce“ jako vybrané světelné spektrum. V tomto ohledu se v současné době v kolorpuntuře široce používá více než 200 různých systémů, a to jak jako samostatná léčebná metoda (zejména preventivní), tak v kombinaci s jinými léčebnými metodami.

### Aura Soma
Metodu „Aura-Soma“, slovní spojení z řeckého aura (dech, třpyt) a soma (tělo), vytvořila v roce 1984 Angličanka Vicky Wallová (1918–1991). Z lahviček, které obsahují různě barevný olej a vodu (očíslované od 1 do 112), si mají uživatelé mají vybrat tu správnou pomocí „energetického spojení“, protřepat ji a nanést obsah na pokožku jako kosmetický olej. Aura-Soma je registrovaná ochranná známka společnosti Aura-Soma Products Limited z Glastonbury.

### Ájurvéda
Praktici ájurvédské medicíny věří, že tělo má sedm „čaker“, o nichž někteří tvrdí, že jsou to „duchovní centra“, a mají se nacházet podél páteře. Myšlenky New Age spojují každou z čaker s jednou barvou viditelného světelného spektra, spolu s funkcí a orgánem nebo tělesným systémem. Podle tohoto názoru může dojít k nerovnováze čaker, která má za následek fyzické a duševní nemoci, ale aplikace příslušné barvy může údajně tuto nerovnováhu napravit.

### Jiné
Někteří terapeuti doporučují například obklopovat se určitými barvami nebo jíst jídlo určité barvy. Barevné přísady do koupele patří spíše do oblasti wellness. Vizualizace barev hraje roli při meditaci a někdy se doporučuje i pro relaxaci.

S aplikací této metody se lze setkat při navrhování koupelen – při volbě barev stěn a vybavení, ale také jako barevné světelné zdroje umístěné ve vaně.

## Kritika

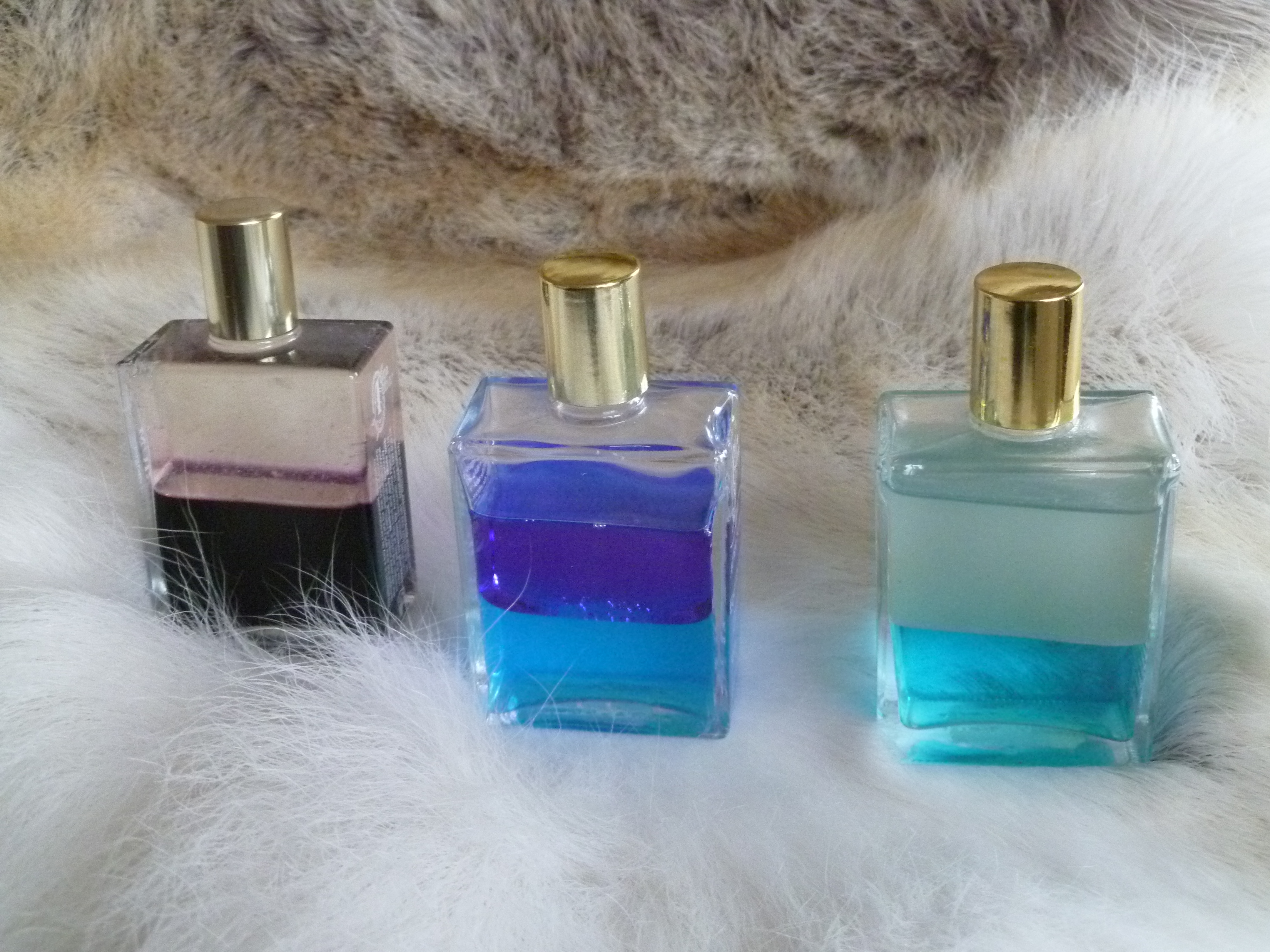
Lahvičky Aura Soma
č. 110 (Archanděl Ambriel)
č. 2 (Lahvička míru)
č. 37 (Anděl strážný přichází na zem).

Chromoterapie je zdravotnickými odborníky považována za šarlatánství.
Podle knihy vydané Americkou společností pro boj s rakovinou „dostupné vědecké důkazy nepodporují tvrzení, že alternativní využití světelné nebo barevné terapie je účinné při léčbě rakoviny nebo jiných onemocnění“.
Fotobiologie, termín pro vědecké zkoumání účinků světla na živou tkáň, se někdy používá místo termínu chromoterapie ve snaze barevnou terapii distancovat od jejích kořenů ve viktoriánské mystice a zbavit ji asociací se symbolikou a magií. Fototerapie je specifický léčebný přístup využívající světlo vysoké intenzity k léčbě specifických poruch spánku, kůže a nálady.
Přehled dosavadního výzkumu chromoterapie zjistil, že neexistují důkazy, které by potvrzovaly příčinnou souvislost mezi konkrétními barvami a zdravotními výsledky, není dostatek důkazů, které by potvrzovaly příčinnou souvislost mezi konkrétními barvami a emočními nebo duševními stavy, a neexistuje žádný výzkum, který by naznačoval, že mezi konkrétními barvami a emocemi existuje vztah.
Chromoterapie byla obviňována z přílišného zjednodušování psychologických reakcí na barvy a z obecných tvrzení založených na mýtech nebo přesvědčeních, která nemají empirickou oporu. Pokyny pro chromoterapii postrádají konzistenci a zdají se být subjektivními soudy, které mají neprůkaznou a nekonkrétní použitelnost v systémech zdravotní péče. Ačkoli se uvádí, že dvanáct barev má příznivý vliv na zdraví a pohodu, dosud nebyla poskytnuta přesná definice každé z těchto barev, takže není možné zjistit, zda všichni barevní terapeuti používají pro tyto barvy světla stejné vlnové délky.
Chromoterapie byla také kritizována pro svou nedostatečnou falzifikovatelnost a ověřitelnost. Kritici dále naznačují, že některé pozitivní výsledky terapie jsou ve skutečnosti placebo efektem, kdy pouhé zavedení léčby vedlo ke zlepšení zdravotního stavu bez souvislosti s barvami.
V poslední době se objevují obavy týkající rizik spojených s LED světelnými zdroji, které byly vytvořeny pro použití v chromoterapii. Tyto lampy nenesou žádné varování, které by výrobky doprovázelo. Některé chromoterapeutické postupy však vyžadují, aby si jedinec umístil lampy do blízkosti očí, což může způsobit riziko poškození sítnice. Vzhledem k tomu, že neexistuje žádný konsenzus ani nařízení ohledně toho, jak se mají tyto výrobky používat a zda jsou nutné brýle, vystavuje tato léčba účastníky riziku vážného poškození očí.